# Władysław Kohlberger
Władysław Kohlberger (ur. 24 czerwca 1856 w Przemyślanach, zm. 23 grudnia 1925) – polski lekarz psychiatra.

## Życiorys
Był synem Jana, młynarza (zm. 1876) i Julii z Korabiewskich (zm. 1899). Po ukończeniu C. K. Gimnazjum w Brzeżanach w 1875 roku studiował medycynę na Uniwersytecie Jagiellońskim, tytuł doktora wszech nauk lekarskich uzyskał 21 grudnia 1881. Przez pewien czas pracował naukowo pod kierunkiem Aleksandra Stopczańskiego. Dzięki przyznanemu mu stypendium od wydziału lekarskiego UJ, a potem dodatkowo otrzymanemu stypendium cesarskiemu z Galicyjskiego Wydziału Krajowego w wysokości tysiąca guldenów (1884), mógł przez trzy lata specjalizować się w fizjologii, histologii i chemii lekarskiej w laboratorium Carla Ludwiga w Lipsku. Po powrocie do Krakowa podjął pracę w Szpitalu św. Łazarza na oddziale chorób umysłowych, a od roku 1899 w Krajowym Zakładzie dla Chorych Umysłowych na Kulparkowie, najpierw jako sekundariusz, potem prymariusz, a od 1905 kierownik zakładu.
Opublikował kilka prac naukowych, podjął m.in. próbę klasyfikacji zaburzeń umysłowych. Napisał podręcznik psychiatrii (O zasadniczych, t. j. typowych postaciach chorób umysłowych pojedynczych, złożonych i powikłanych, 1901). Według Jana Mazurkiewicza był to podręcznik przedstawiający jednak „mniejszą wartość” niż wydane wcześniej podręczniki Erlickiego i Pląskowskiego, „należący do zeszłego wieku”. Dzięki jego wysiłkom rozbudowano zakład w Kulparkowie, powiększając go o siedem pawilonów. Był członkiem założycielem Polskiego Towarzystwa Psychiatrycznego. Przewodniczący lwowskiego oddziału Polskiego Towarzystwa Psychiatrycznego i wiceprezes Lwowskiej Izby Lekarskiej.

## Prace
- O omamach i złudzeniach. Przegląd Lekarski, 1893
- Wstęp do nauki o chorobach umysłowych. Przegląd Lekarski, 1893
- Kilka uwag o postępowaniu z obłąkanymi w Kulparkowie. Przegląd Lekarski, 1897[6]
- Sprawozdanie z oddziału mężczyzn krajowego galicyjskiego zakładu dla obłąkanych w Kulparkowie obok Lwowa za rok [1896] 1897 [i 1898]. 1899. Pamiętnik Towarzystwa Lekarskiego Warszawskiego 95, 1899
- O zasadniczych, t. j. typowych postaciach chorób umysłowych pojedynczych, złożonych i powikłanych: treść odczytów wygłoszonych na posiedzeniach naukowych Sekcyi Lwowskiej Towarzystwa Lekarzy Galicyjskich w dniu 24 listopada i 29 grudnia 1893 r. Pamiętnik Towarzystwa Lekarskiego Warszawskiego 95 (1899), s. 941. 946, 947, 952; 96 (1900), s. 126.
- „Landesanstalt für Geisteskranke in Kulparkow bei Lemberg” W: Heinrich Schlöss (Hrsg.) Die Irrenpflege in Österreich in Wort und Bild. Halle a.d. Saale: C. Marhold, 1912 ss. 73–87
- Zasady projektu ustawy o opiece nad umysłowo chorymi, niedołężnymi i upośledzonymi w państwie polskiem. Rocznik Psychjatryczny 1, ss. 64–65, 1923